# Csavaros turbina

Az arkhimédészi csavar fordított működése, az elve, hogy a csigaturbina a csavaron keresztül átfolyó vízből nyer energiát

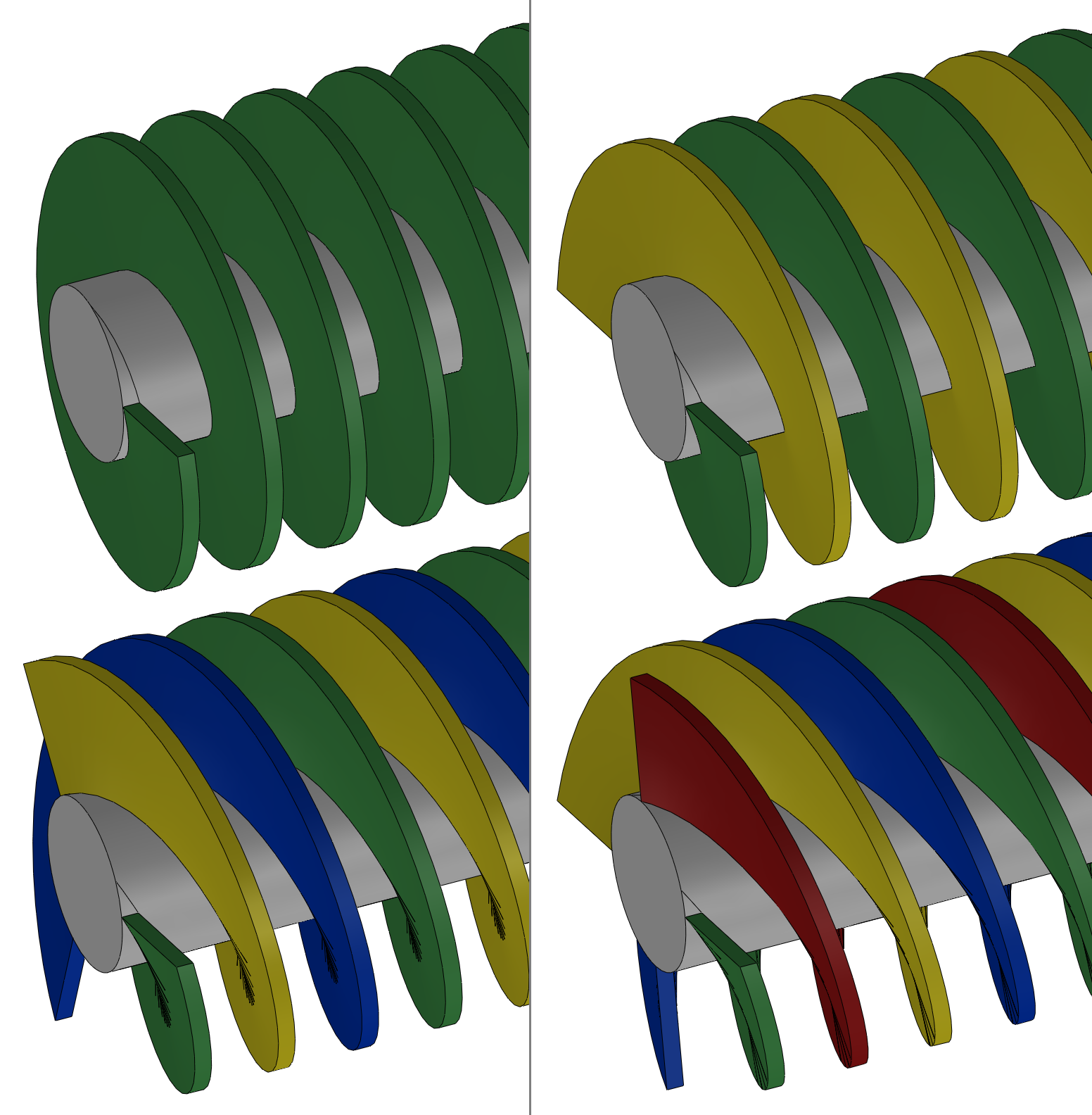
A csavarturbinák általában három vagy négy járattal rendelkeznek (második sor)

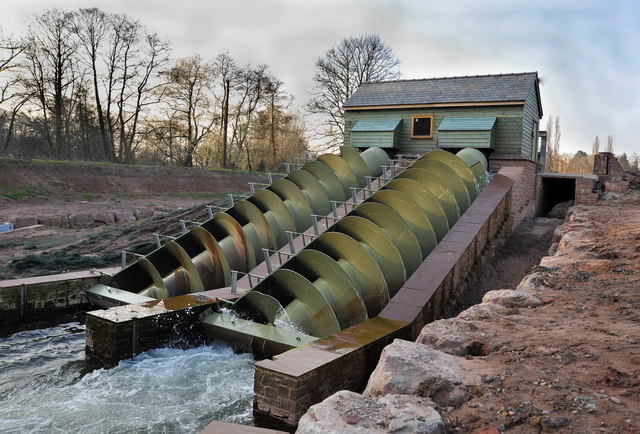
Két párhuzamos csavarturbina, amelyek 75 kilowattórát képesek egyenként megtermelni, Monmouth, Wales

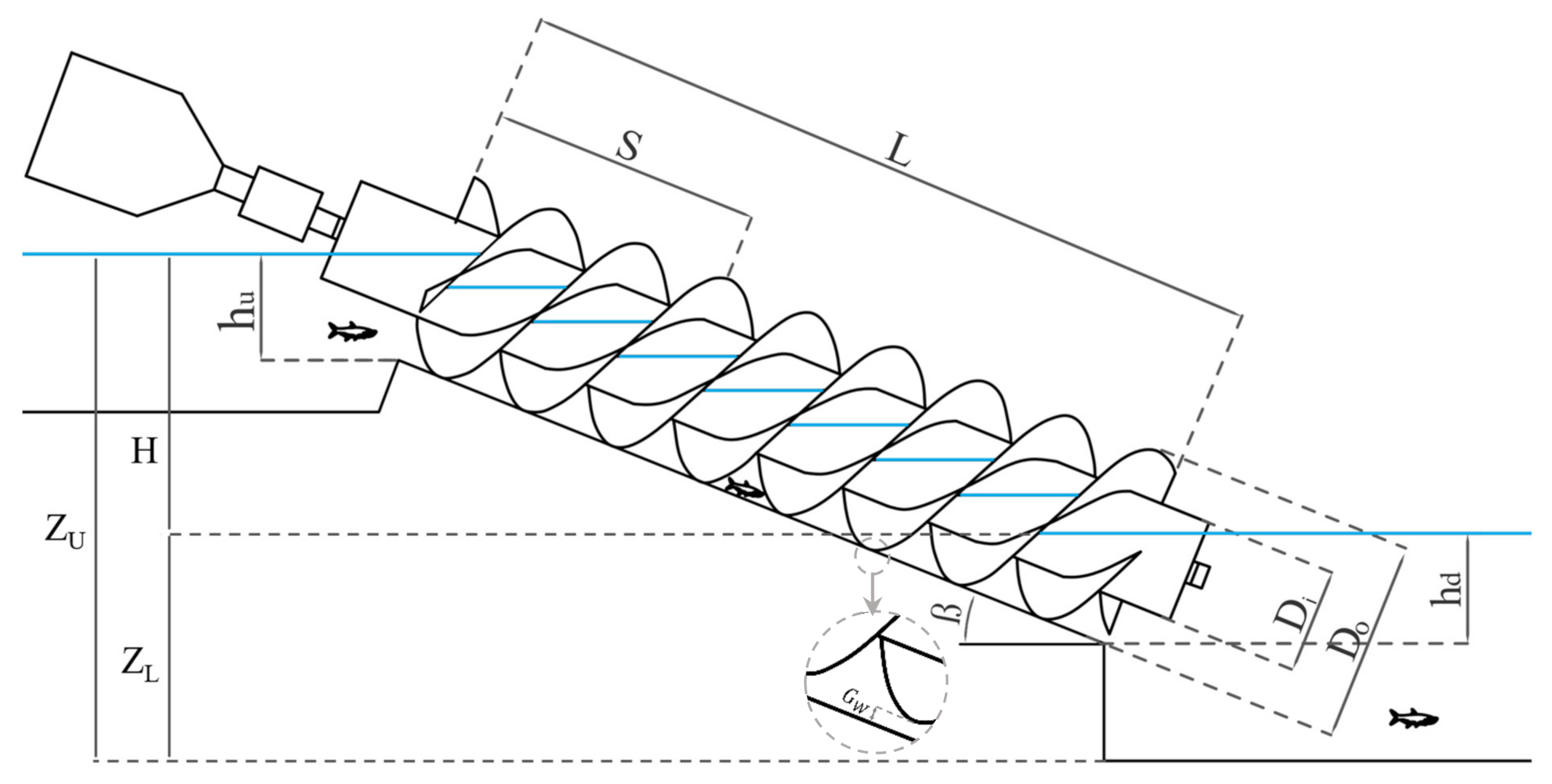
Az Archimedesi csiga tervezéséhez szükséges paraméterek. Az Archimedesi csigasor tervezési paraméterei hasonlóak az Archimedes csavarturbinák (generátorok) és az Arkhimédészi csigaszivattyúk tervezésénél

A csigaturbina (más néven Archimedian turbina, Arkhimédész csavargenerátor vagy ASG, vagy Archimedes csavarturbina vagy AST ) olyan vízturbina, amely a víz potenciális energiáját a felhajtóerő hasznos munkává alakítja. Ezt a vízenergia-átalakítót a víz tömege hajtja, hasonlóan a vízikerekekhez, és kvázi statikus nyomású gépnek tekinthető. Az Arkhimédész csavargenerátorok széles áramlási tartományban (0,01 m3/s-tól 14,5 m3/s-ig ) és magasságban (0,1 m és 10 m között)működnek, beleértve az alacsony emelőmagasságot és a mérsékelt áramlási sebességet, amelyek nem ideálisak a hagyományos turbinákhoz, és amelyek nagy teljesítményű technológiák által nem kihasználhatóak és gazdaságosak. Az Archimédeszi csavargenerátorok hossza 1 és 30 m között van.  
Arkhimédész csavarja felhasználható áram előállítására, ha azokat áramló folyadék hajtja, nem pedig emelő folyadék. A csavaron magasról alacsonyra haladó víz nyomatékot generál a spirális sík felületeken, ami a csavar forgását okozza. Az Archimédeszi csavargenerátor egy archimédeszi csavar alakú rotorból áll, amely egy félkör alakú vályúban forog. A víz beáramlik a csavarba, és súlya lenyomja a turbina lapátjait, ami viszont a turbinát elfordulásra kényszeríti. A víz a csavar végéről szabadon folyik a vízfolyásba. A csavar felső vége egy sebességváltón keresztül egy generátorhoz csatlakozik. Az Archimédeszi csavar elméletileg egy megfordítható hidraulikus gép, és vannak példák egyedi telepítésekre, ahol a csavarok felváltva használhatók szivattyúként és generátorként. 

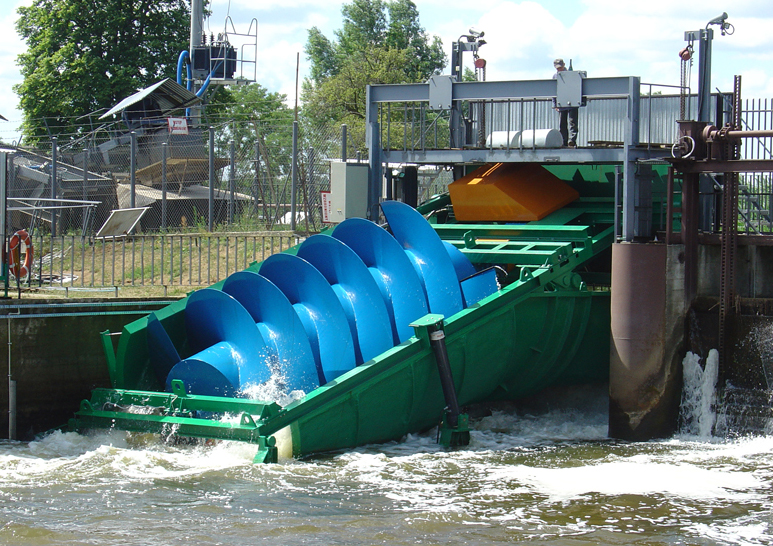
Csigaturbina egy kis vízerőműben Gorynban, Lengyelországban

Az archimédeszi csiga egy ősi találmány, amelyet a szirakuszai Arkhimédésznek (i. e. 287–212) tulajdonítottak, és általában arra használták, hogy vizet emeljenek ki a vízfolyásból öntözési célokra. 1819-ben a francia mérnök, Claude Louis Marie Henri Navier (1785–1836) javasolta az archimédeszi csavar használatát vízikerékként. 1916-ban William Moerscher amerikai szabadalmat kért a hidrodinamikus csigaturbinára. 

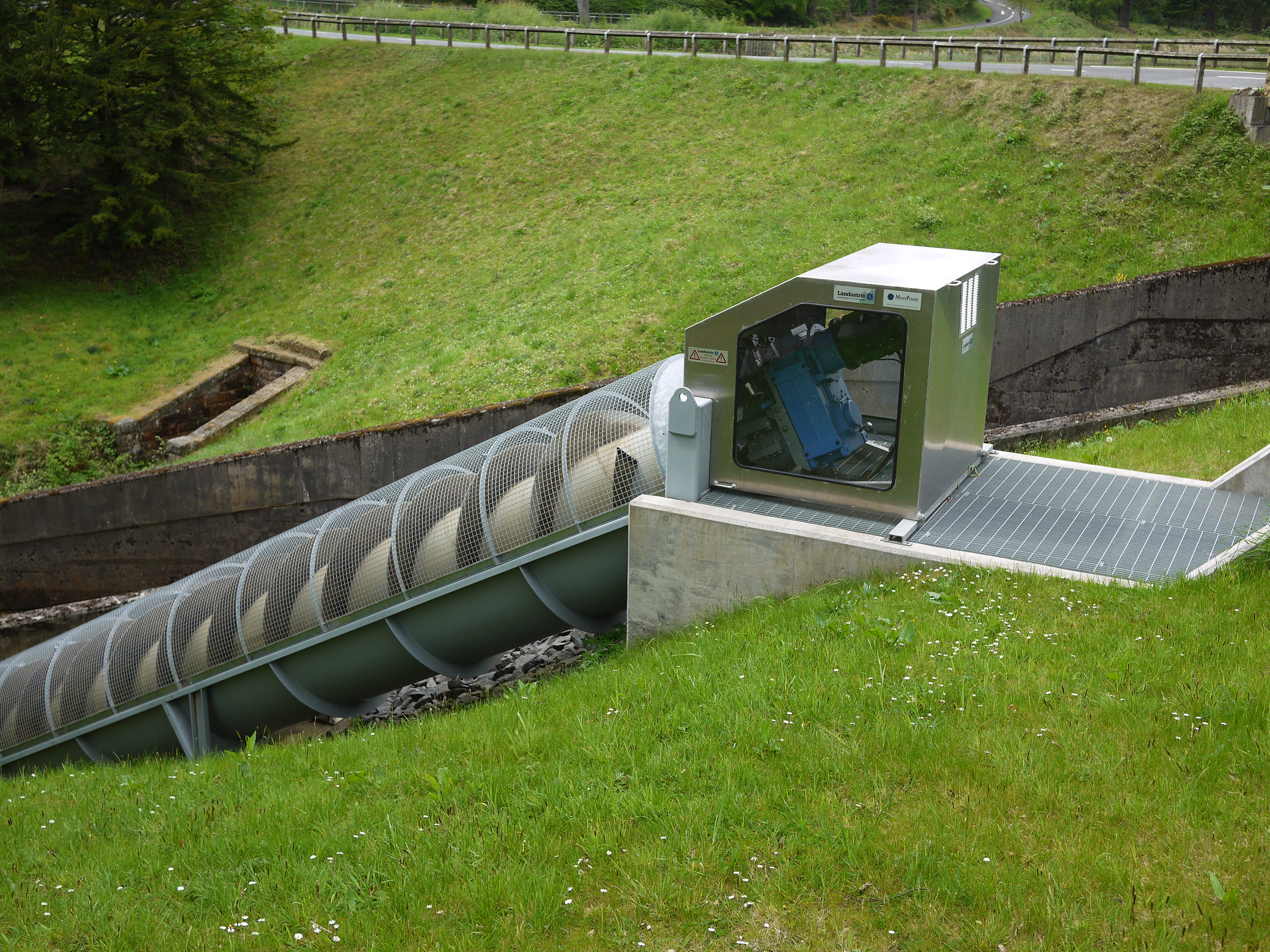
csavarturbina a Cragside birtokon

Az archimédeszi csigaturbinát viszonylag alacsony esésű (0,1-től 10 m) kis áramlású (0,01 m3/s- kb. 10 m3/s/turbina) folyókon alkalmazzák. A turbina lapátjainak felépítése és lassú mozgása miatt a turbina a vízi élővilág számára barátságosnak tekinthető. Gyakran "halbarát" címkével látják el. Az archimédeszi turbina olyan helyeken használható, ahol a környezet megőrzésére és a vadon élő állatokra fokozottan kell figyelni.
Az Archimedes Screw Turbine (AST) vízerőmű három fő alkotóelemből álló rendszernek tekinthető: egy tározóból, egy gátból és az AST-ből (amely vezérlőkapuval és hordalékfogóval kapcsolódik a rendszerhez). A legtöbb valódi AST helyen a bejövő áramlást meg kell osztani az AST és egy párhuzamos gát között. Általában a helyi környezet védelme érdekében a gáton kivüli egyéb minimális elfolyás kötelező. A rendszer további elemeinek tekinthetők más kivezetések, mint például egy hallépcső. Az Archimédeszi csavarturbinák és csavaros vízerőművek tervezésének alapelveiről szóló átfogó útmutató elérhető az "Archimedes csavarturbinák: Fenntartható fejlesztési megoldás a zöld és megújuló energiatermeléshez – a lehetőségek és a tervezési eljárások áttekintése" című kiadványban. 
Az Archimedes csigaturbinák és vízerőművek tervezéséhez elengedhetetlen a csigaturbinán áthaladó víz mennyiségének becslése, mivel az Archimedes csigaturbina által termelt energia mennyisége arányos a rajta áthaladó víz térfogatáramával. Az Archimedes-csiga turbinába belépő víz mennyiségétől, a belépő víz mélységétől, és a csavar forgási sebességétől függ. Az Archimedes csigaturbinán áthaladó teljes áramlási sebesség becsléséhez különböző forgási sebességek (ω) és belépő vízszintek esetén a következő egyenlet használható:  
{\displaystyle Q=\alpha Q_{Max}(A_{E}/A_{Max})^{\beta }(\omega /\omega _{M})^{\gamma }}
Ahol {\displaystyle \alpha }, {\displaystyle \beta } és {\displaystyle \gamma } a csavar tulajdonságaival kapcsolatos állandók. Az előzetes vizsgálatok arra utalnak {\displaystyle \alpha =1.242}, {\displaystyle \beta =1.311}, és {\displaystyle \gamma =0.822} észszerű előrejelzéseket adni {\displaystyle Q} a kis és a teljes méretű AST méretek széles skálájához.  
Meghatározásával {\displaystyle D_{O}} Az Archimedes csavarok egyéb tervezési paraméterei könnyen kiszámíthatók egy egyszerű, lépésről lépésre végzett analitikai módszerrel. A vizsgálatok azt mutatják, hogy az Archimedes-csavarokon áthaladó áramlás térfogata a bemeneti mélység, a csavar átmérője és forgási sebességének függvénye. Ezért a kívánt térfogatáram {\displaystyle Q} ban ben {\displaystyle (m^{3}/s)} és forgási sebesség {\displaystyle \omega } ban ben {\displaystyle (rad/s)} a következő analitikai egyenlet használható az Archimedes csavarok teljes átmérőjének meghatározására {\displaystyle D_{O}} ban ben {\displaystyle (m)} : 
{\displaystyle D_{O}=(16\pi Q}/{\sigma \omega (2\theta _{O}-sin2\theta _{O})-\delta ^{2}(2\theta _{i}-sin(2\theta _{i}))^{1/3}}
Az Archimedes csavartervezői által használt általános szabványok alapján ez az analitikai egyenlet a következőképpen egyszerűsíthető: 
{\displaystyle D_{O}=\eta Q^{3/7}}
η értéke egyszerűen meghatározható a {\displaystyle \eta } grafikon ill {\displaystyle \Theta } grafikon. Meghatározásával {\displaystyle D_{O}} Az Archimedes csavarok egyéb tervezési paraméterei könnyen kiszámíthatók egy egyszerű, lépésről lépésre végzett analitikai módszerrel.    
 Magyarország
Szentgotthárdi Vizierőmű.
Egyesült Királyság
- Woolston, Cheshire gát a Mersey folyón 486 kW, építés alatt
- Devon, Totnes 320 kW, Üzembe helyezés: 2015. december
- Romney, Berkshire, 270 kW, A Windsor Castle megújuló energiaforrásának biztosítására telepítve, üzembe helyezve 2013 júliusában
- Bealey-gát, Radcliffe, 100 kW, 2012 májusában üzembe helyezve
- Mapledurham, Temze, az Egyesült Királyság legnagyobb Archimédészi egycsavaros áramlási kapacitása (8 m3/s) 99 kW.
- Buckfast, River Dart, csavaros turbina és halátjáró, 84 kW
- Az Egyesült Királyság első közösségi tulajdonában lévő vízi rendszer és halátjáró, 63 kW New Millsben.
- Az Egyesült Királyság első hálózatra csatlakoztatott csavarturbinája, 50 kW a River Dart Country Parkban.
- Bainbridge, közösségi tulajdonú csavarturbina, 37 kW
- Tipton, River Otter, 30 kW
- Rochdale, csavaros turbina és halátjáró, 20 kW
- Cragside, a vízienergia szülőhelye, 12 kW

Egyesült Államok
- Hannover-tó a Quinnipiac folyón Meridenben, Connecticutban, 105 kW (vagy 920 000 kWh/év), hálózatra kapcsolva, üzembe helyezve 2017. április; az első csavarturbina telepítés az Egyesült Államokban.

Kanada
- Az első Archimedes csavarturbinát 2013-ban telepítették Kanadában az ontariói Waterford közelében.

## Fordítás
Ez a szócikk részben vagy egészben  a   Screw turbine című angol Wikipédia-szócikk ezen változatának fordításán alapul.  Az eredeti cikk szerkesztőit annak laptörténete sorolja fel. Ez a jelzés csupán a megfogalmazás eredetét és a szerzői jogokat jelzi, nem szolgál a cikkben szereplő információk forrásmegjelöléseként.